# Sean O’Brien (Rugbyspieler, 1987)
Sean Kevin O’Brien (* 14. Februar 1987 in Carlow) ist ein ehemaliger irischer Rugby-Union-Spieler. Er spielt als Stürmer in der Back Row.
Er studierte am University College Dublin, für dessen Rugbyteam er auch spielte. Seit 2008 spielt er als Profi für Leinster Rugby, in 65 Spielen erzielte er 65 Punkte. Sein größter Erfolg war der Gewinn des Heineken Cup 2010/11.
Für die Irische Rugby-Union-Nationalmannschaft spielte O’Brien seit dem 21. November 2009 18 Mal (10 Punkte). Er wirkte bei den Six Nations 2010, Six Nations 2011 und der Rugby-Union-Weltmeisterschaft 2011 mit.
Er gab 2022 seinen Rücktritt vom Rugby bekannt.